# Temple de Lakshmi
Le temple de Lakshmi (en sanskrit : लक्ष्मी मंदिर) est un temple hindouiste situé à Khajurâho dans l'état du Madhya Pradesh, en Inde. Il est dédié à la déesse Lakshmi épouse de Vishnou.
L'édifice fait partie du groupe situé à l'Ouest du site du patrimoine mondial de l'UNESCO au titre de l'Ensemble monumental de Khajuraho. À l'intérieur de ce complexe de temples, celui de Lakshmi est situé au nord du temple de Varaha.

## Histoire
Les temples de Lakshmi et de Varaha ont été construits vers 900-925.

## Description
De taille modeste, le temple est de forme carrée (chabutara) et les murs latéraux et arrière n'ont pas de sculptures.